# Odontocera furcifera
Odontocera furcifera là một loài bọ cánh cứng trong họ Cerambycidae.